# Butoniga (wieś)
Butoniga – wieś w Chorwacji, w żupanii istryjskiej, w mieście Pazin. W 2011 roku liczyła 74 mieszkańców.